# 死亡丧钟

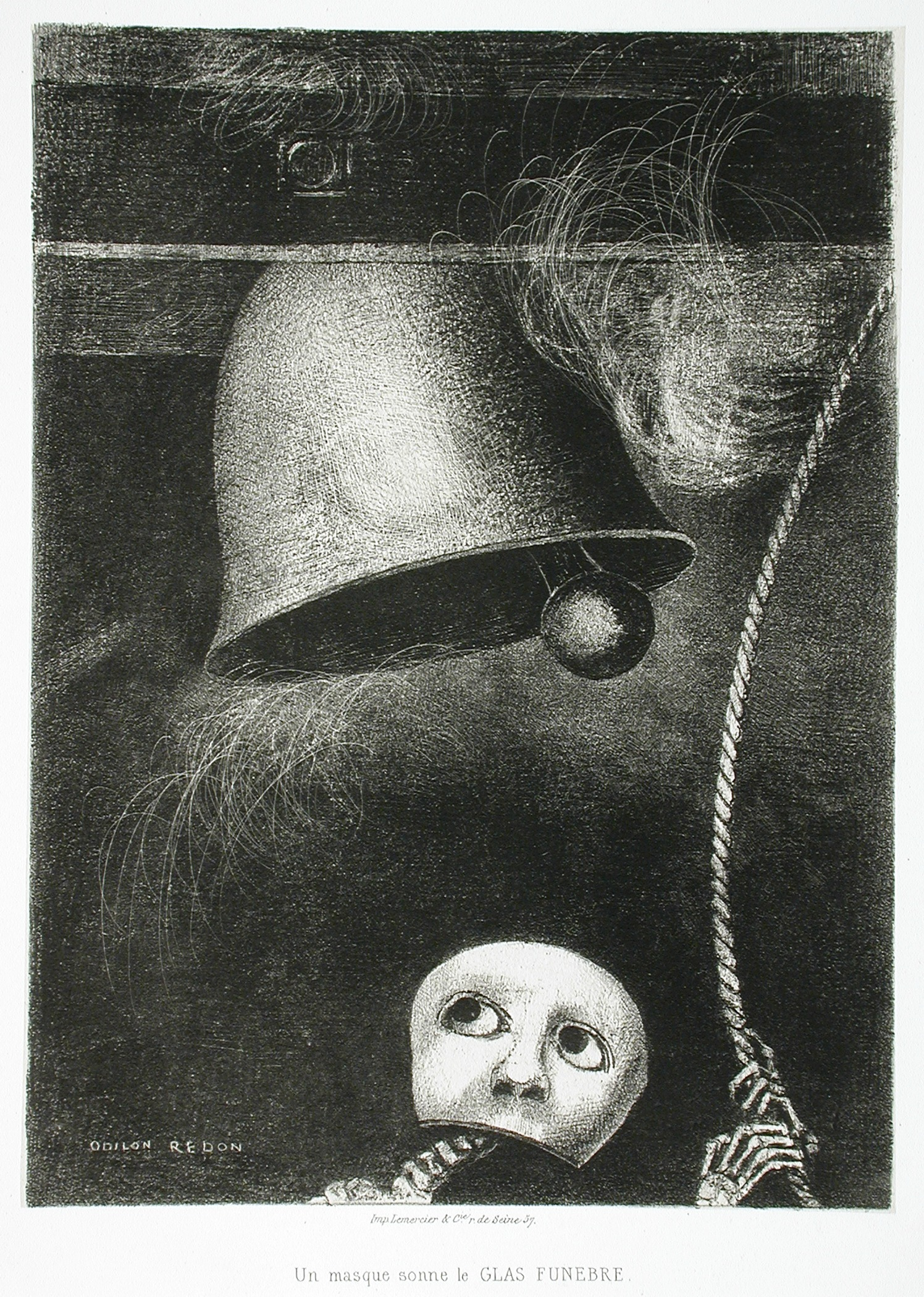
死亡丧钟

死亡喪鐘（英語：Death Knell）是教堂裏在有人去世後敲響的三次鐘中的第二次。以英國來説，它前面一個為Passing Bell（臨終之鐘），在臨死時敲響；後面一個為Lych Bell或Corpse Bell（葬禮之鐘），在舉行葬禮時敲響，後者也就是今日喪禮中的喪鐘。按19世紀時的傳統，死亡喪鐘要在牧師得知信徒逝世後馬上敲響。但是若此時已經入夜，那麽則在第二天一早敲整整一小時的死亡喪鐘。 

## 外部連接
- Video of English full circle-ringing, 8 bells half muffled and then one bell tolling （页面存档备份，存于）